# Egr1
Egr1 (англ. early growth response 1) — белок, фактор транскрипции. Локализуется в клеточном ядре и относится к семейству факторов транскрипции EGR. Индуцируется некоторыми факторами роста.

## Структура
Особенностью структуры Egr1 является наличие 3 цинковых пальцев типа C2H2.

## Функция
Egr1 является регулятором транскрипции. Распознаёт и связывает специфическую последовательность ДНК 5'-CGCCCCCGC-3' (т.н. EGR-сайт). Активирует транскрипцию генов, необходимых для митогенеза и дифференцировки, в том числе многие провоспалительные гены.